# Francis Russell (2e comte Russell)
Pour les articles homonymes, voir Francis Russell et Russell.
John Francis Stanley Russell (1865-1931), 2e comte Russell, homme politique britannique, est le petit-fis de l'ancien premier ministre John Russell et le frère aîné de Bertrand Russell.

## Biographie
Il est marié trois fois.
Il épouse Mary Edith Scott, en 1890. En 1891, elle essaye sans succès d'obtenir le divorce et l'attaque en justice pour obtenir la restauration des droits conjugaux en 1894. Il demande une séparation judiciaire en 1895, mais perd en appel.
Il épouse Marion Cooke Somerville aux États-Unis en 1900, et est condamné pour bigamie par la Chambre des Lords le 18 juillet 1901. Il n'est condamné qu'à trois mois de prison, à cause de l'« extrême torture » qu'il a subi dans son premier mariage. Mary Edith Scott a déjà obtenu le divorce, si bien que Francis peut épouser Mme Somerville le 31 octobre 1901.
Sa deuxième femme obtient le divorce en 1915, et l'année suivante il épouse Elizabeth von Arnim.
Leur union est un désastre, et ils se séparent en 1919. Elizabeth ne se prive pas de caricaturer par la suite son mari dans ses romans.
Lord Russell est le premier Pair du Royaume-Uni à se rapprocher du parti travailliste, en 1912, sans toutefois jamais le rejoindre formellement. Le premier lord travailliste est ainsi John Wodehouse (2e comte de Kimberley) en 1920,,. 
Il est sous-secrétaire d'État aux transports et aux affaires indiennes dans le gouvernement de Ramsay MacDonald.
Il soutient le pacifisme de son frère, et est un proche ami de George Santayana.
À sa mort, c'est son frère Bertrand Russell qui lui succède au titre de comte Russell.